# Les coolies en ont ras le bol
Pour les articles homonymes, voir Ras-le-bol.
Les coolies en ont ras le bol est un film hongkongais réalisé par Chu Mu, sorti en 1973. 
Afin de capitaliser sur le succès de Jackie Chan (qui n'y tient qu'un rôle secondaire) en occident à partir des années 1980, il a été réédité à plusieurs reprises dans plusieurs pays sous des titres fantaisistes faisant allusion aux succès de Chan (par ex Eagle Shadow Fist pour imiter Snake in the Eagle's Shadow) dans des présentations trompeuses visant à faire croire qu'il y tenait la vedette.

## Synopsis
Pendant la Seconde Guerre mondiale, des rebelles chinois se lancent dans la résistance face à l'occupation japonais.

## Fiche technique
- Titre français: Les coolies en ont ras le bol
- Titre américain alternatif d'exploitation (video) : Eagle Shadow Fist
- Titre original : Ding tian li di, Not Scared to Die
- Réalisation : Chu Mu
- Scénario : Su Lan
- Pays d'origine : Hong Kong
- Genre : arts martiaux
- Durée : 87 minutes
- Date de sortie :

 Hong Kong : 12 janvier 1973
 France : 6 décembre 1973

## Distribution
- Wong Ching : un rebelle chinois
- Jackie Chan : Si To, un rebelle chinois
- Chu Mu : le commandant japonais